# Свекольный сок

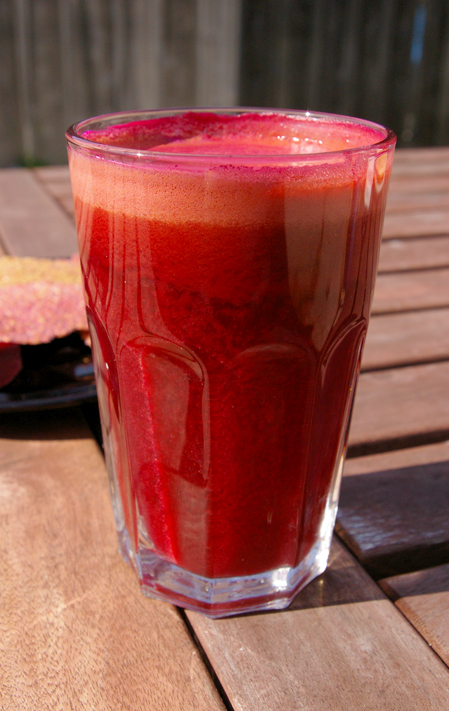
Свежеприготовленный свекольный сок с мякотью

Свеко́льный сок — овощной сок из свёклы. Свекольные соки готовят без мякоти и с мякотью. В свекольный сок добавляют сахар и лимонную кислоту для улучшения вкуса. На основе свекольного сока выпускают купажированные соки с соками и пюре из яблок, айвы, винограда и ягод. Свекольный сок улучшает обмен веществ и пищеварение и укрепляет организм. Косметологи рекомендуют свекольный сок для сохранения свежести лица.
При промышленном производстве свекольного сока корнеплоды очищают от загрязнений, сортируют от дефектных корней и моют в лопастной и барабанной моечных машинах, чтобы удалить все видимые загрязнения с поверхности плодов и тем самым предотвратить заражение готового продукта микроорганизмами, в том числе возбудителями ботулизма. Корнеплоды очищают от кожуры паротермическим способом. Обработка производится с одновременной бланшировкой острым паром при температуре 120 °C в течение 10—25 минут, после чего кожуру дочищают в моечных машинах и на роликовом инспекционном конвейере. Корнеплоды разрезают пополам для выявления возможной внутренней порчи. Свекольную массу измельчают в дробилках и затем для получения сока без мякоти прессуют на пакпрессе, процеживают, сепарируют, фильтруют и затем смешивают с сахаром, лимонной и аскорбиновой кислотой. После подогрева до 95 °C свекольный сок фасуют в тару, укупоривают и стерилизуют в автоклавах при температуре 120 °C. Для приготовления сока с мякотью свекольную массу протирают на протирочных машинах, а затем смешивают полученное пюре с сахарным сиропом, лимонной и аскорбиновой кислотами. Сок без мякоти производят также из небланшированной свеклы.